# Kwesi Browne
Kwesi Browne (Arima, 31 januari 1994) is een baanwielrenner uit Trinidad en Tobago gespecialiseerd in de sprintonderdelen. In 2019 won hij de teamsprint op de Pan-Amerikaanse Spelen.

## Palmares
| Jaar      | TK              | PK                                  | WK                    | Overig |           |
| Als elite | Als elite       | Als elite                           | Als elite             | Als elite | Als elite |
| --------- | --------------- | ----------------------------------- | --------------------- | --- | --------- |
| 2014      |                 |                                     |                       | Centraal-Amerikaanse en Caraïbische Spelen: · keirin · 7e sprint                                                        |           |
| 2015      | keirin · sprint |                                     |                       | |           |
| 2016      | keirin · sprint | keirin · 4e sprint                  |                       | |           |
| 2017      | keirin · sprint | teamsprint                          | 17e keirin 33e sprint | |           |
| 2018      |                 | teamsprint · 4e keirin · 10e sprint |                       | Centraal-Amerikaanse en Caraïbische Spelen: · teamsprint · keirin · Gemenebest Spelen: · 6e teamsprint                  |           |
| 2019      |                 |                                     | 12e keirin            | Pan-Amerikaanse Spelen: · teamsprint · 6e keirin                                                                        |           |
| 2020      | sprint          |                                     |                       | |           |
| 2021      |                 |                                     |                       | Olympische Spelen: 9e keirin 30e sprint                                                                                 |           |
| 2022      | keirin · sprint | teamsprint · 5e keirin · 10e sprint | 19e keirin 34e sprint | Gemenebest Spelen: · 6e keirin · Caraïbische kampioenschappen: · sprint · keirin · teamsprint · afvalling               |           |
| 2023      | keirin · sprint | teamsprint · 6e keirin              | 19e keirin 34e sprint | Centraal-Amerikaanse en Caraïbische Spelen: · sprint · teamsprint · 7e keirin · Pan-Amerikaanse Spelen: · 6e teamsprint |           |
| 2024      |                 | keirin · 7e teamsprint · 10e sprint |                       | Olympische Spelen: 23e keirin 26e sprint                                                                                |           |